# Cattedre UNESCO
Il Programma reti UNITWIN / Cattedre UNESCO (UNITWIN networks / UNESCO Chairs) promuove la cooperazione interuniversitaria e il networking al fine di migliorare le capacità istituzionali attraverso la condivisione delle conoscenze e il lavoro congiunto. Lanciato nel 1992, questo programma coinvolge oltre 850 istituzioni in 117 paesi, e sostiene la creazione di Cattedre UNESCO e reti UNITWIN in settori prioritari correlati alle aree di competenza UNESCO come educazione, scienze naturali e sociali, cultura e comunicazione.
Attraverso questa rete, istituzioni di ricerca e Istruzione Superiore e di tutto il mondo mettono in comune le proprie risorse, sia umane che materiali, per contribuire allo sviluppo delle loro società affrontarne le sfide urgenti. In molti casi, le reti UNITWIN e le Cattedre UNESCO fungono sia da think-tank che da ponti tra realtà accademica, società civile, comunità locali, il mondo della ricerca e i policy-maker. Le stesse sono inoltre utili per supportare decisioni politiche, generare nuove innovazioni attraverso la ricerca, avviare iniziative didattiche ex-novo, contribuire all'arricchimento dei programmi universitari già esistenti e promuovere la diversità culturale. In aree prive di competenze, le Cattedre UNESCO e le reti UNITWIN si sono evolute in poli di eccellenza e innovazione a livello regionale o subregionale, e contribuiscono infine a rafforzare la cooperazione tra paesi in via di sviluppo.
Ad aprile 2023 l'Italia annovera 43 Cattedre UNESCO.